# Dyspozycyjno-Zmotoryzowana Brygada Narodowych Sił Zbrojnych „Koło”
Dyspozycyjno-Zmotoryzowana Brygada Narodowych Sił Zbrojnych „Koło” – oddział bojowy Narodowych Sił Zbrojnych, działający w 1944 roku w Warszawie.

## Historia
Brygada powstała 1 marca 1944 r. w wyniku przekształcenia Centrum Wyszkolenia Piechoty NSZ. Początkowo nosiła nazwę I Brygady Zmotoryzowanej przy Kwaterze Głównej NSZ. 1 sierpnia na kwaterach alarmowych zjawiło się ok. 30% stanów – 400 żołnierzy. Oddział podporządkował się ppłk. Stanisławowi Juszczakiewiczowi ps. „Kuba”. W tym czasie, wskutek napływu ochotników, stan brygady zwiększył się trzykrotnie.
Brygada uczestniczyła w powstaniu warszawskim na Starym Mieście. Z uwagi na brak uzbrojenia stanowiła odwód Grupy „Północ”. Uzbrojeni żołnierze byli włączani do poszczególnych oddziałów m.in. do batalionu „Gozdawa” włączono oddział Legii Akademickiej jako 2 kompanię. Oddział dywizjonu artylerii zmotoryzowanej „Młot” walczył w szeregach zgrupowania „Róg”. Z nieuzbrojonych żołnierzy zorganizowano kompanie robocze służące do gaszenia pożarów, ratowania zasypanych i transportu. Brygada zorganizowała również dużą pracownię rusznikarską (kierowaną przez ppor. Stefana Hlibowickiego ps. „Nowosielski”) dla walczących oddziałów, oraz trzy szpitale powstańcze na ok. 200 łóżek. W walkach na Starym Mieście zginęło 128 żołnierzy brygady, zaś prawie 500 zostało rannych lub uznano ich za zaginionych.
Po ewakuacji ze Starego Miasta do Śródmieścia w nocy 31 sierpnia przeszedł oddział „Młot” w składzie ok. 20 żołnierzy. W Śródmieściu oddział pełnił funkcje porządkowe i pomocnicze. Do Śródmieścia przedostała się również kompania Legii Akademickiej walcząca w składzie batalionu „Gozdawa”. 6 września oddział został przekształcony w batalion w składzie dwóch kompanii:
- 1 kompania – dowódca por. Witold Łyżwiński ps. „Maciejewski”,
- 2 kompania – dowódca por. Drozdowski.

Kompanie obsadzały stanowiska w rejonie ulic Wareckiej, Górskiego, Widok i Chmielnej.
Brygada została formalnie rozwiązana 29 września 1944 r. W Śródmieściu funkcjonowała jako Grupa „Koło”. 

## Ordre de Bataille
- Dowódca – ppłk Zygmunt Reliszko ps. „Bolesław Kołodziejski”, były komendant Kwatery Głównej KG NSZ,
- zastępca dowódcy – ppłk Jan Moraczewski ps. „Król”,
- kwatermistrz – kpt. Feliks Zbieranowski ps. „Pac”,
- 1 Pułk rozpoznawczy (w składzie trzech dywizjonów) – dowódca mjr Ferdynand Silny ps. „Grad”, „Baczyński”, zastępca – mjr Józef Blajer ps. „Reda”, (ok. 600 żołnierzy).
  - I Dywizjon zmotoryzowany – brak danych,
  - II Dywizjon zmotoryzowany – kpt. NN ps. „Smok”,
  - III Dywizjon zmotoryzowany – por. Witold Sapiecha ps. „Lis”,
- Batalion Legii Akademickiej – dowódca kpt. Michał Kisieliński ps. „Modrzew” (ok. 230 żołnierzy),
- Dywizjon artylerii zmotoryzowanej „Młot” – mjr Bolesław Woźniak ps. „Walczyński”, zastępca – kpt. Władysław Sroczyński-Karpiński (ok. 80 żołnierzy),
- kompania sanitarna (ok. 45 żołnierzy),
- kompania saperów (ok. 60 żołnierzy).
- kompania Pomocniczej Służby Kobiet (ok. 80 kobiet),
- pluton żandarmerii (ok. 30 żołnierzy),
- pluton łączności (ok. 30 żołnierzy).
- grupa techniczna (ok. 30 żołnierzy).